# Weißer Main
Der Weiße Main, auch Weißmain genannt, ist der wasserreichere und kürzere der beiden Quellflüsse des Mains. Er entspringt im Fichtelgebirge und fließt bei Steinenhausen, am westlichen Stadtrand von Kulmbach als rechter, nördlicher Quellfluss mit dem Roten Main zum Main zusammen.
Das Einzugsgebiet des Weißen Mains liegt über hellem Granitgestein, was den Fluss klar und eher hell erscheinen lässt.

## Geographie

### Quelle
Die Weißmainquelle befindet sich 887 m ü. NN am Osthang des Ochsenkopfes. 
Die Quelle wurde 1717 durch Johann Caspar Munder, Wildmeister aus Bischofsgrün, im Auftrag des Bayreuther Markgrafen Georg Friedrich Karl eingefasst. Erneuert wurde die Fassung im Jahr 1827. Eine geschliffene Syenitplatte mit der Inschrift WEISSMAINSQUELLE wurde bei dieser zweiten Fassung angebracht.
Johann Wolfgang von Goethe und Karl Ludwig von Knebel besuchten die Quelle am 1. Juli 1785, hielten jedoch den Seehausbrunnen ((50° 1′ 56,8″ N, 11° 52′ 18″ O)  Quelle des etwas längeren Paschenbachs) südöstlich des Schneebergs für die Mainquelle, denn Knebel schrieb: „...der Quelle des Mains, der dicht hier am Hause entspringt und hier den Bach zur Zinnwäsche ausmacht, …“. Dies war auch hydrologisch korrekt, denn erst um das Jahr 1800 wurde der auch Zinnbach genannte Seehausbach, dessen Quelle fast 50 Meter höher liegt als die heutige Weißmainquelle, als Zulauf zum Fichtelsee umgeleitet.
Da der Weiße Main wasserreicher ist als der längere Rote Main, gilt seine Quelle als die des Mains insgesamt. Der hydrologische Hauptast des Weißmain-Systems beginnt genau genommen sogar an einer der Quellen des Nebenflusses Ölschnitz. Diese ist an ihrer Mündung in ihn durch ein fast doppelt so großes Teileinzugsgebiet deutlich wasserreicher und auch über drei Kilometer länger als der Weiße Main.

### Verlauf

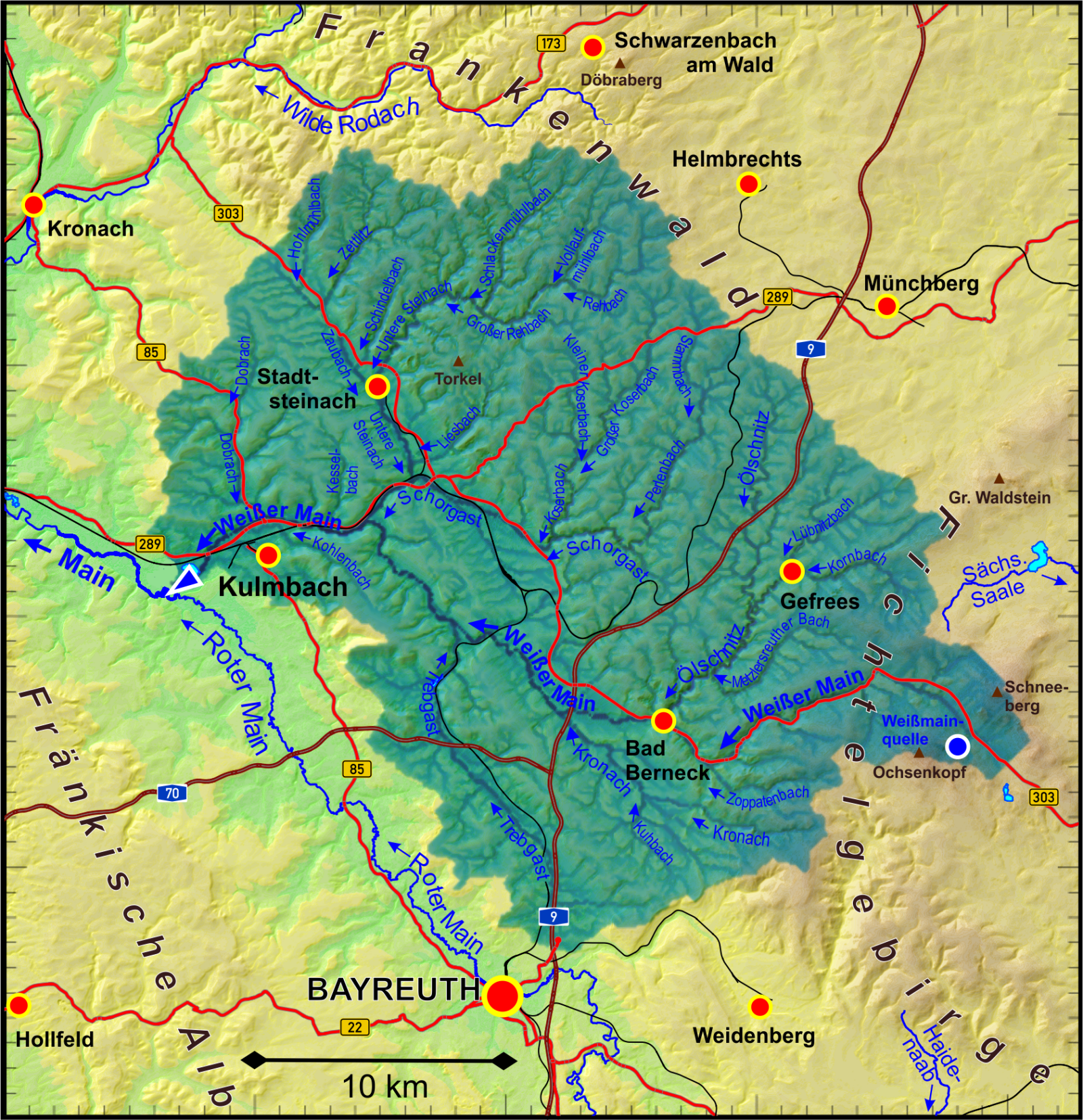
Einzugsgebiet des Weißen Mains

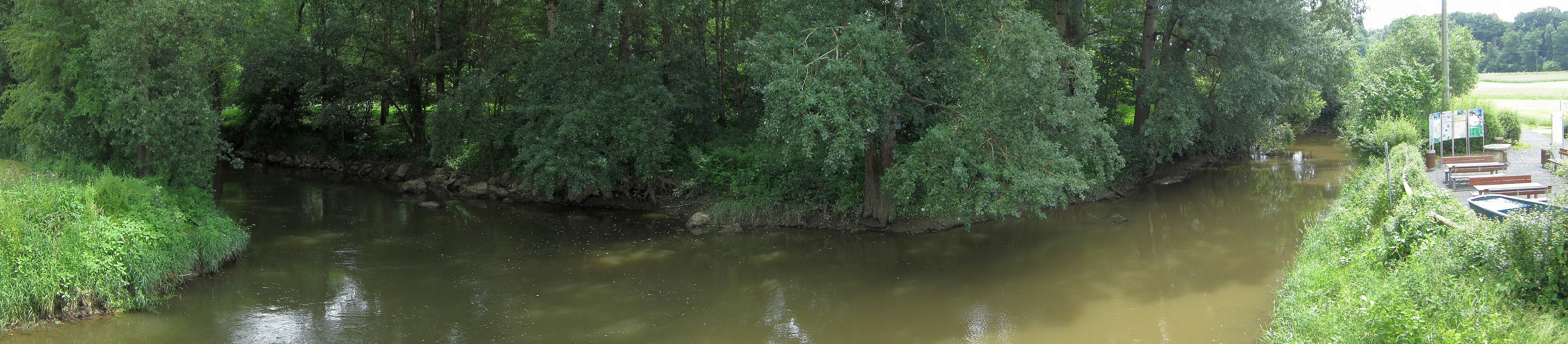
Vereinigung von Weißem (links) und Rotem Main bei Steinenhausen

Der Weiße Main fließt zunächst mit starkem Gefälle in Richtung Nordosten. Nach etwa 1,4 km speist er bei Bischofsgrün-Karches einen kleinen See. Etwas später wechselt er schroff die Richtung nach Nordwesten und gräbt sich durch ein enges Tal. Kurz vor Bischofsgrün-Fröbershammer verlässt er den Granit des Zentralstocks. Bei Fröbershammer wird er durch den Kroppenbach verstärkt, der ihm von rechts zufließt. Bei Bischofsgrün-Rangen wendet er seinen Lauf nach Südwesten und fließt durch ein sehr enges, wildromantisches Tal. Er erreicht danach Glasermühle, wo ihm von der linken Seite der Brombergsbach und kurz darauf der Lützelmain, auch Lützelmainbach genannt, zufließen. Ihn erreicht danach auch noch der kleine Steinbach. Bei Bad Berneck-Schmelz münden von links der Schmelzbach und der Zoppatenbach. Der Weiße Main dreht nun nach Nordwesten, durchfließt die Ortschaft Bad Berneck-Frankenhammer und erreicht danach Bad Berneck. Dort strömen ihm von rechts die um 60 % größere Ölschnitz und der Rimlasgrundbach zu. Danach passiert er nördlich Bad Berneck-Blumenau, wo ihm von links das Obere Wiesenbächlein und wenig später das Untere Wiesenbächlein zufließen.
Bei Kremitz erreicht ihn von links die von Südosten kommende Kronach. Er durchfließt Lanzendorf und Himmelkron, dort nimmt er von rechts den Streitmühlbach und bei Schlömen den Laubenbach auf. Nun wendet er seinen Lauf nach Westen, bis er Trebgast erreicht, wo ihn der aus dem Süden kommende, gleichnamige Bach verstärkt. Er wechselt seine Richtung nach Nordwesten und fließt an Feuln vorbei, wo er den Feulnerbach und bei Ködnitz den Veitsgraben und den Mühlgraben aufnimmt. Er durchfließt Fölschnitz und Kauerndorf, wo ihn die Schorgast verstärkt. Er fließt nun in südwestlicher Richtung an Aichig vorbei, wo ihn der Teufelsgraben speist, und erreicht Kulmbach. In Kulmbach teilt sich der Weiße Main in den Mühlbach und die Flutmulde. Der Mühlbach ist der originale Flusslauf, die Flutmulde wurde als Hochwasserschutz angelegt. Dort fließen ihm der Purbach und die Dobrach von rechts und von links der Kinzelsbach zu. Am westlichen Stadtrand von Kulmbach beim Schloss Steinenhausen vereinigen sich der Weiße Main und der Rote Main zum Main.

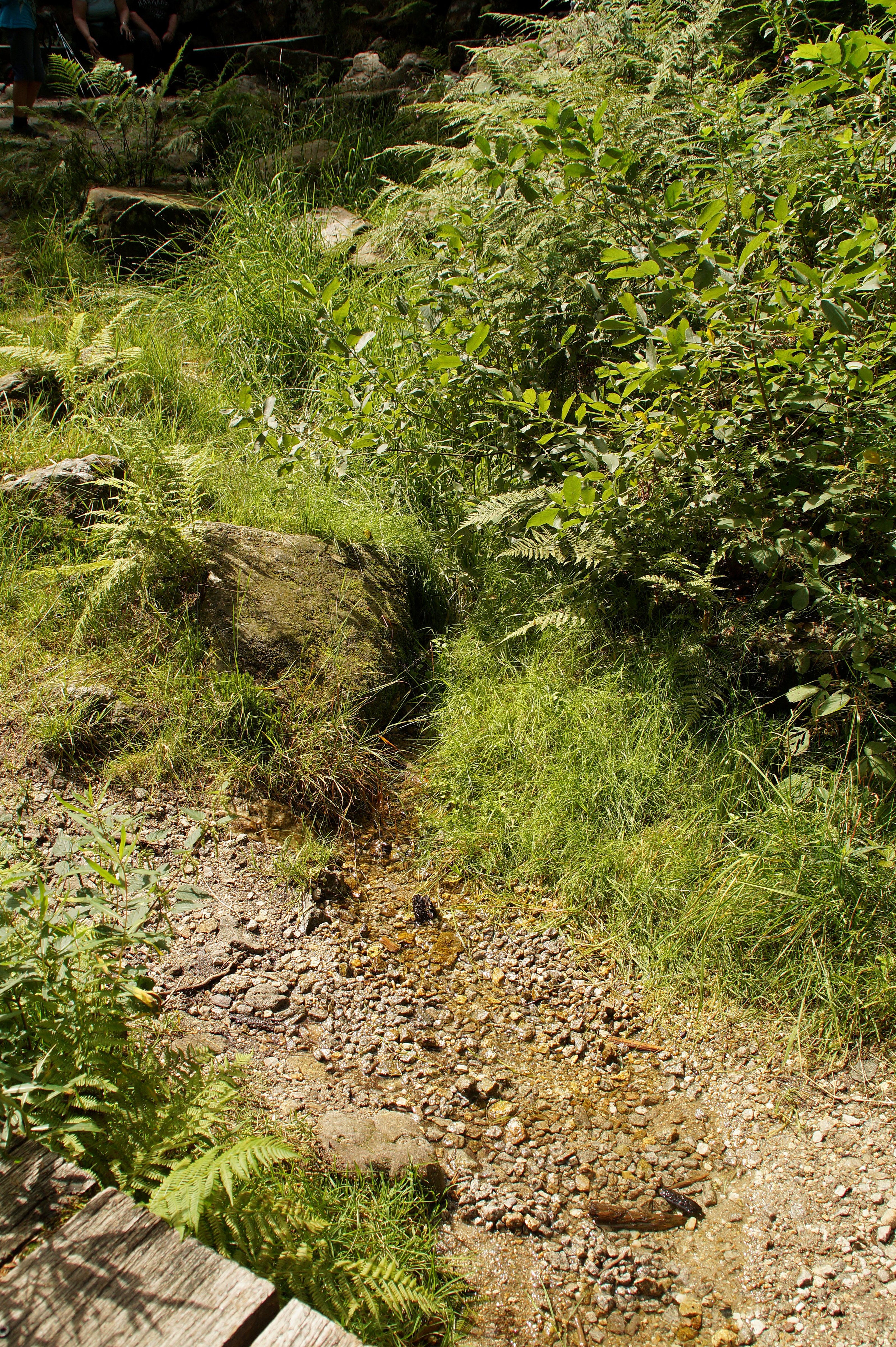
Die ersten Meter nach der Weißmainquelle
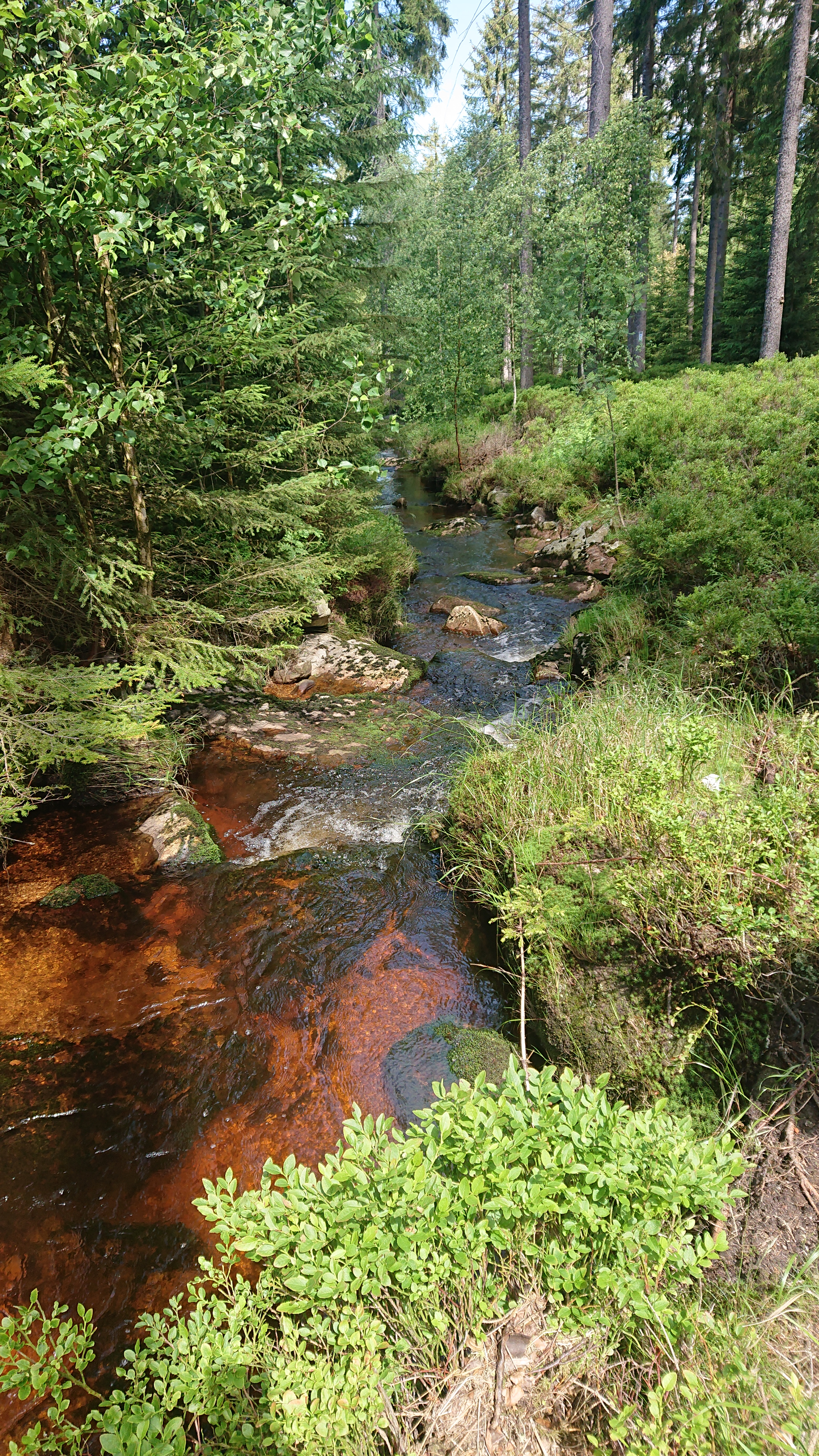
Wilder Flussverlauf am Ochsenkopf
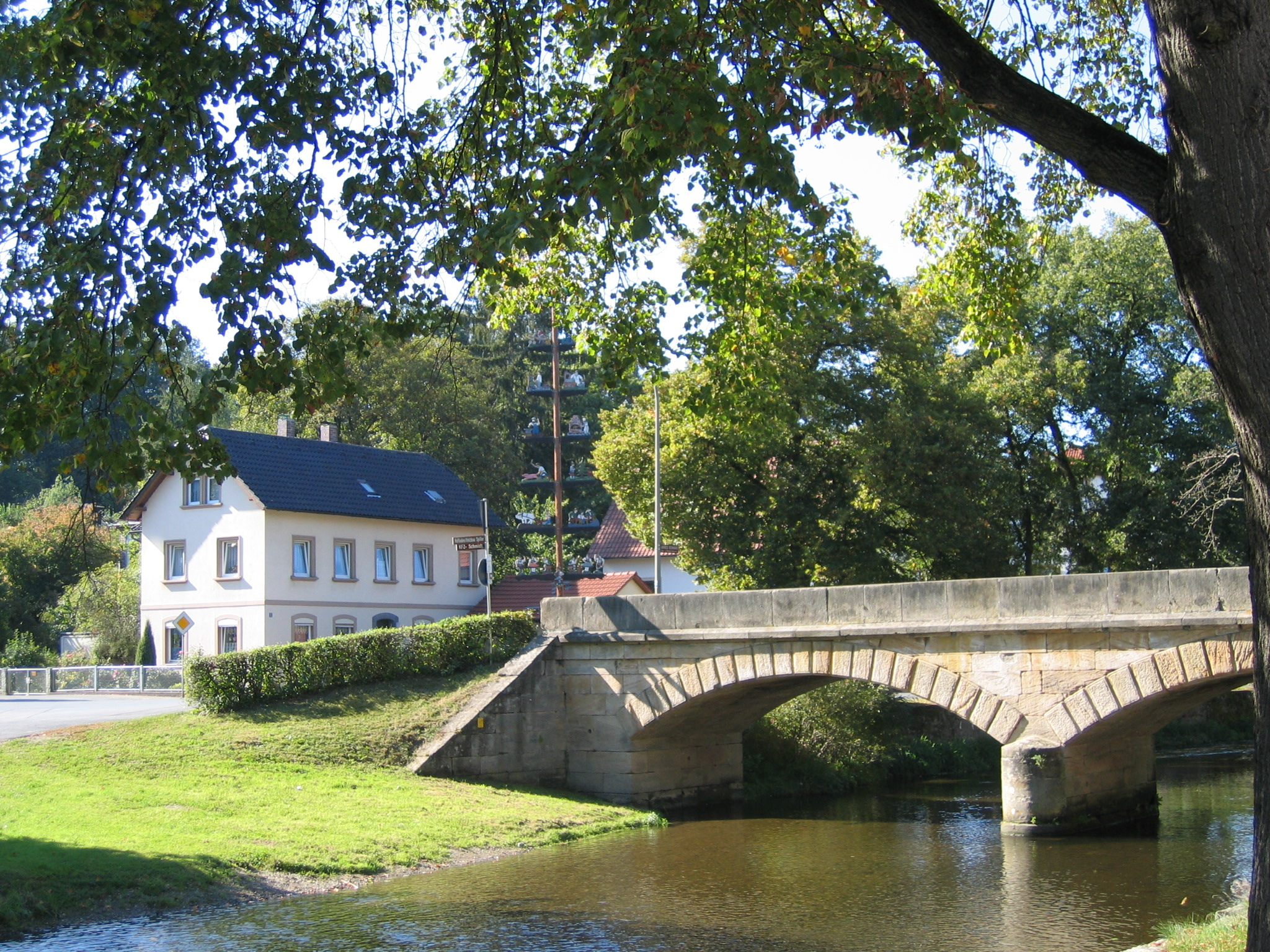
Weißer Main und Alte Mainbrücke in Lanzendorf
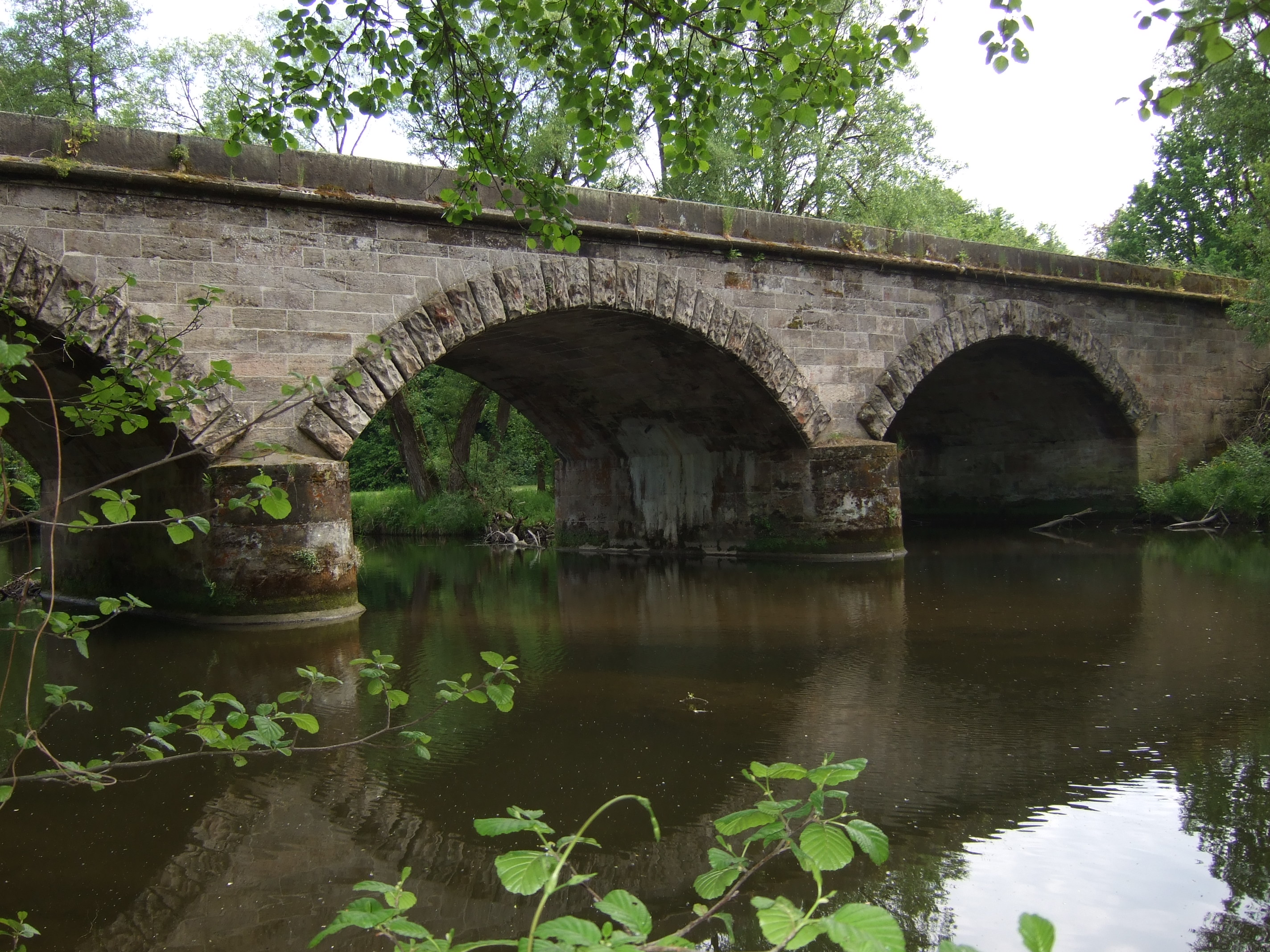
Brücke der Bahnstrecke Bayreuth–Neuenmarkt-Wirsberg über den Weißen Main bei Schlömen
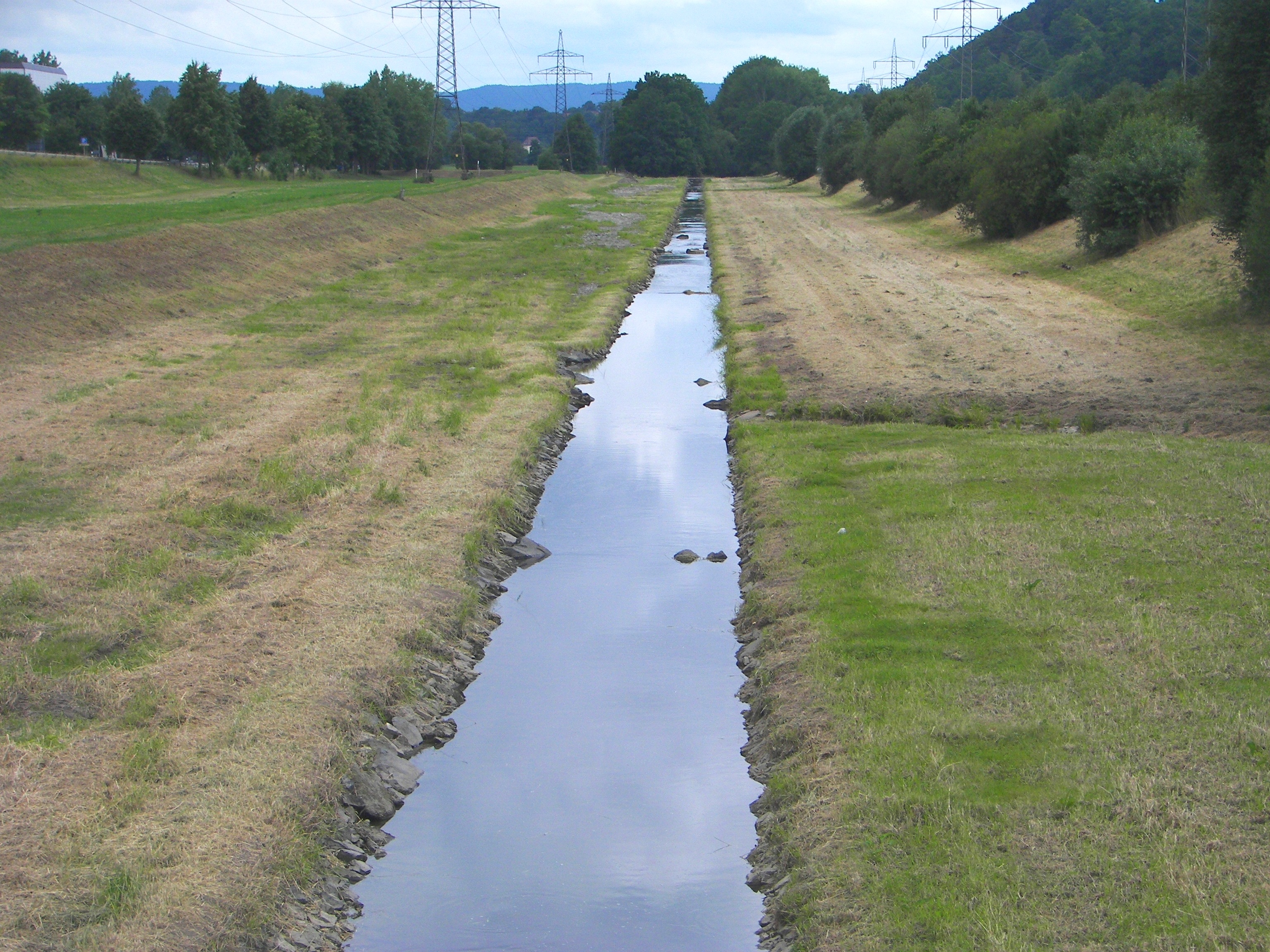
Die Flutmulde in Kulmbach wurde zum Schutz der Stadt bei Hochwasser des Weißen Mains gebaut

### Einzugsgebiet
Der Weiße Main entwässert Teile der westlichen Flanke des Fichtelgebirges, den südlichen Teil der Münchberger Hochfläche und den südlichen Frankenwald. Das Einzugsgebiet gehört zum Flusssystem des Rheins und grenzt im Nordosten an das der Elbe und im Südosten an das der Donau.
Das größte Teileinzugsgebiet entfällt auf die Schorgast und macht 39 % des gesamten Einzugsgebiets aus. Es folgen nach Fläche die Teileinzugsgebiete der Ölschnitz (15,7 %) und der Trebgast (10 %).

### Nebenflüsse
| - Paschenbach (rechts) - Kroppenbach (rechts) - Brombergsbach oder Brunnbergsbach (links) - Lützelmain(bach) (links) - Steinbach (links) - Schmelzbach (links) | - Zoppatenbach (links) - Ölschnitz (rechts) - Rimlasgrundbach (rechts) - Oberes Wiesenbächlein (links) - Unteres Wiesenbächlein (links) - Kronach (links) | - Streitmühlbach (rechts) - Laubenbach (rechts) - Trebgast (links) - Feulner Bach (rechts) - Veitsgraben (links) - Mühlgraben (links) | - Fölschnitz (rechts) - Schorgast (rechts) - Kesselbach (rechts) - Purbach (rechts) - Dobrach (rechts) - Kinzelsbach (links) |

### Flusssystem Weißer Main
siehe Liste der Fließgewässer im Flusssystem Weißer Main

### Städte am Ufer
- Bad Berneck
- Kulmbach

## Fauna

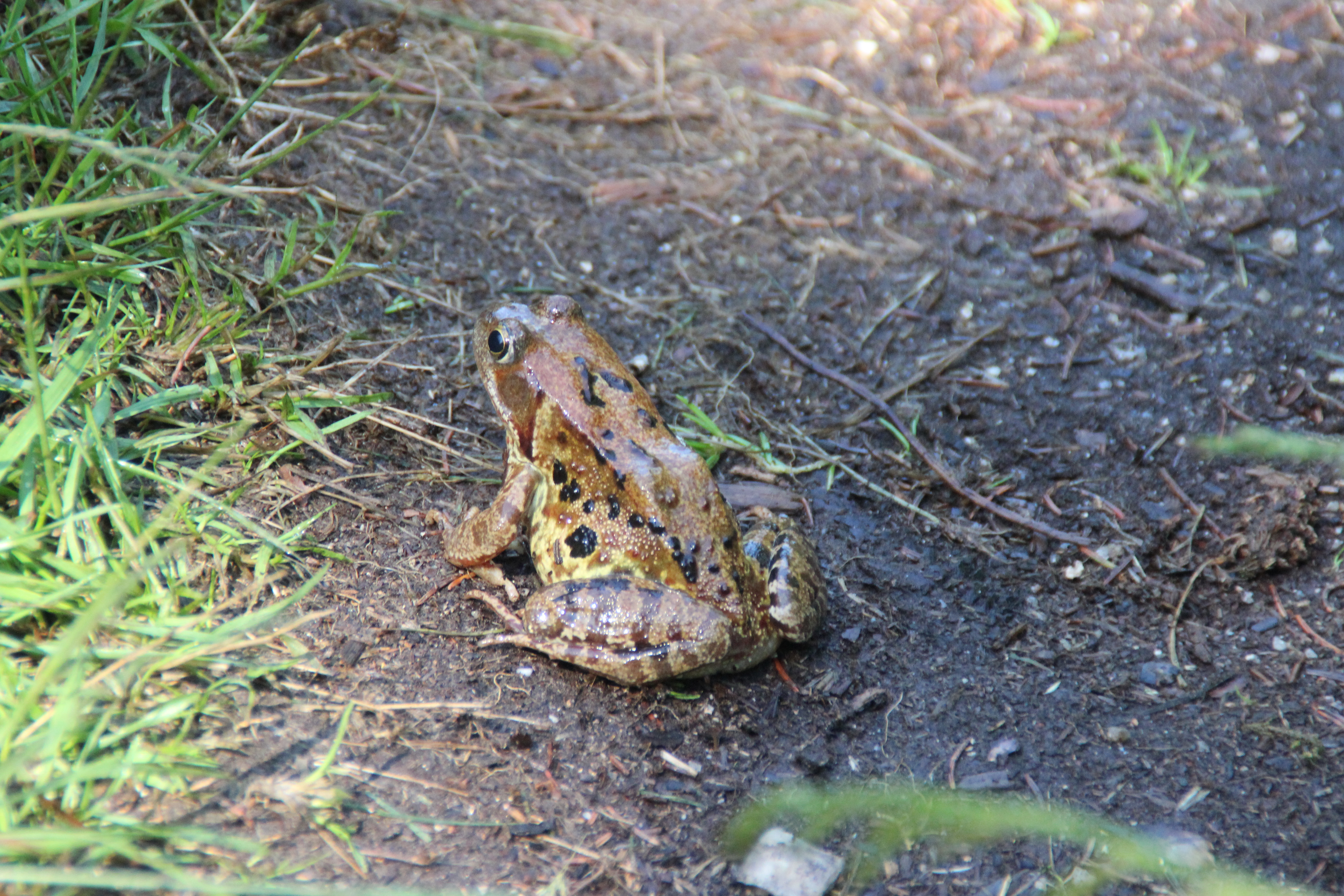
Grasfrosch am Weißen Main im Gebiet des Ochsenkopfs

Im Weißen Main kommen Aal, Äsche, Bachforelle, Bachsaibling, Barbe, Barsch, Brasse, Hecht, Karpfen, Regenbogenforelle, Rotauge, Rotfeder und Schleie vor.